# Henric al IX-lea de Bavaria
Henric al IX-lea, supranumit cel Negru (n. 1075 – d. 13 decembrie 1126), membru al Casei Welfilor, a fost duce de Bavaria între 1120 și 1126.

## Biografie
Henric a fost cel de al doilea fiu al ducelui Welf I de Bavaria și al soției sale, Iudita de Flandra. Încă de tânăr a administrat proprietățile familiei de la sud de Alpi. Prin căsătoria cu Wulfhild, fiica ducelui Magnus de Saxonia, el a preluat parțial proprietățile Billungilor din Saxonia.
În 1116 Henric s-a alăturat campaniei întreprinse în Italia de împăratul Henric al V-lea.
În 1106 când a murit socrul său, Magnus de Saxonia, Henric a sperat să preia Ducatul de Saxonia, dar s-a lovit de opoziția noului rege german, Henric al  V-lea care, la mijlocul aceluiași an, l-a înfeudat pe contele Lothar de Süpplinburg (devenit mai târziu rege german și împărat roman sub numele Lothar al III-lea).
Dat fiind că fratele său, ducele Welf al II-lea de Bavaria, a murit fără a avea urmași, Henric a preluat domnia în Ducatul de Bavaria.
La alegerea regelui german în 1125, Henric a acordat sprijin ginerelui său, ducele Frederic al II-lea al Suabiei (din familia Hohenstaufen) după care și-a modificat opțiunea, supunându-se lui Lothar al III-lea după ce acesta a promis că Gertruda, singura sa fiică și moștenitoare, se va căsători cu fiul lui Henric, viitorul duce Henric al X-lea.
După ce Lothar a devenit rege și l-a expulzat pe Frederic de Hohenstaufen, în 1126 Henric a abdicat din poziția de duce de Bavaria și s-a retras la abația Weingarten, fondată de familia sa, pentru a nu lua parte de persecuția asupra ginerelui său. El a murit la scurtă vreme după aceea și a fost înmormântat la Mănăstirea Weingarten.
Supranumele „cel Negru” i-a fost atribuit abia în secolul al XIII-lea. În istoria Saxoniei arborii genealogici îl menționează însă ca Henric Welful cel mai târziu începând din secolul al XVI- lea deoarece aparținând familiei Welfilor trebuia să fie deosebit de Henric Leul.

## Căsătorie și descendenți
Căsătoria dintre Henric și Wulfhilda a avut loc între 1095 și 1100. Copiii rezultați din această căsătorie au fost:
- Iudita, căsătorită cu ducele Frederic al II-lea de Suabia;
- Conrad (d. 17 martie 1126);
- Henric, duce de Bavaria sub numele Henric al X-lea;
- Welf, margraf al Toscanei;
- Sofia (d. înainte de 1147), căsătorită cu ducele Berthold al III-lea de Zähringen și apoi cu Leopold I, ducele Stiriei;
- Wulfhilda (d. după 1160), căsătorită cu contele Rudolf de Bregenz;
- Matilda (d. 1183), căsătorită cu margraful Diepold al IV-lea de Vohburg și apoi cu contele Gebhard al III-lea de Sulzbach.